# François Jean Baptiste Seghers
François Jean Baptiste Seghers (Brussel·les, 17 de gener, 1801 - [...?], 2 de febrer, 1881), fou un violinista i director d'orquestra belga. Actuava i era posseïdor del famós violí "Guarnerius del Gesù 1732".
Va estudiar amb Gensse, el qual era solista del Gran teatre de la seva ciutat natal, i després passà a París, on el Conservatori fou alumne de Pierre Baillot. Fou un dels fundadors de la Societat de Concerts del Conservatori i formà part de l'orquestra fins al 1848, fundant l'any següent la Societat de Santa Cecília. Al front d'aquesta última donà mostres de la seva excel·lent cultura musical i les seves condicions d'expert director d'orquestra, donant a conèixer al públic francès gran nombre d'obres importants de compositors estrangers.
El 1854 va dimitir del seu càrrec, el que comportà en poc temps la dissolució d'aquella important associació musical.